# فرقة هيرس
هيرس كانت فرقة إيندي روك (اسلوب موسيقي) إنجليزية من مدينة ليفربول بإنجلترا. تتألف الفرقة من عضويين: ستيفن فيتزباتريك المغني الرئيسي والمسؤول عن العزف على الجيتار، وأودون لادينج العضو الثاني المسؤول عن العزف على الجيتار الجهير(bass guitar) وعن الغناء الخلفي. صدر الالبوم الكامل الأول للفرقة في أغسطس 2018.
في 27 من مارس عام 2019, قتل العضويين ومدير جولتهم إثر حادث مروري أثناء جولتهم في الولايات المتحدة.
| معلومات أساسية        | معلومات أساسية                                                    |
| --------------------- | ----------------------------------------------------------------- |
| أصل الفرقة            | من مدينة ليفربول، إنجلترا                                         |
| أسلوب الفرقة الموسيقي | ايندي روك، ايندي بوب، دريم بوب، التيرناتيف روك، جنجل بوب، شووجاز. |
| سنوات النشاط          | 2015-2019                                                         |
| شركة الإنتاج          | شركة هايست اور هيت                                                |
| الموقع الرسمي         | https://thatbandofhers.com/                                       |
| الأعضاء               | ستيفين فيتزباتريك (سابق) أودون لادينج (سابق)                      |

## تاريخ الفرقة
تشكلت فرقة هيرس عام 2015.أفرجت عن اولى أغانيها وأغنية ظهورها في العام التالي- أي 2016- في السابع من شهر نيسان والتي كانت بعنوان «دروثي». في العام ذاته قدمت الفرقة أداءً على مسرح الرايزنق ستيج  بمهرجان قرين مان  (وهو مسرح مخصص للفرق الجديدة). بعد ذلك وفي 12 من أيار عام 2017 أصدرت الفرقة مجموعة غنائية مكونة من 9 مسارات تحت عنوان «أغاني هيرس». حازت هذه المجموعة على أربعة نجوم في التقييم الذي قامت به مجلة ذا سكيني. وقد ذكر توماس سميث فرقة هيرس في حديثه مع مجلة إن ام أي في 2017 حيث قال:
«هيرس ليست فرقة ذات نمط غنائي متجمد. إن كل أغنية أنتجتها الفرقة وضحت تنقل وتردد الفرقة بين الاصوات الموسيقية  بدءًا من أغنية ترسيمهم <دروثي> والتي تمتعت بإيقاع قوي من نوع لوفاي بيدروم بوب وانتهاءً بأغنيتهم <مارسيل> ذات اللحن المعتدل والتي استخدمت موسيقى من نوع سلاكي-روك. وعلى الرغم من عدم ثباتهم على نوع موسيقى واحد إلا إنهم وبطريقة ما يبدعون في كل نوع يقومون به.»
أصدرت الفرقة لاحقًا في 14 أغسطس 2018 أول ألبوم كامل من إنتاج شركة هايست اور هيت بعنوان «انفيتيشن تو هيرس». وذكرت مجلة بايست الفرقة كأحد الفرق في قائمتها «15 فرقة جديدة من ليفربول تحتاج لمعرفتها في 2018». وقد عرض التسجيل الصوتي لأداء الفرقة في مهرجان ساوث باي ساوثويست والذي أقيم في 2019 في اوستن، في ولاية تكساس في الولايات المتحدة على إذاعة بي بي سي ميوزك انترودكشن.

## أعضاء الفرقة

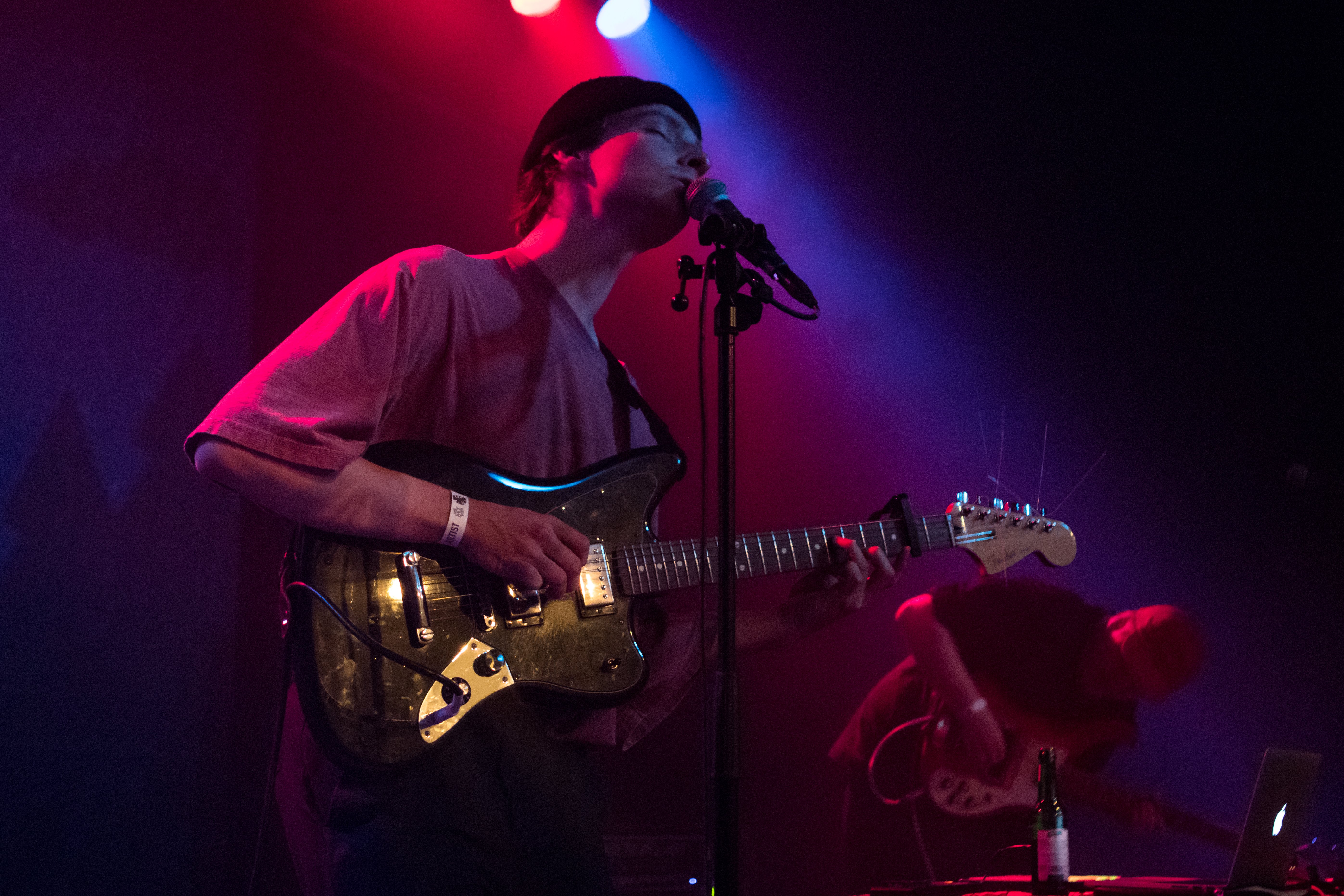
ستيفن فيتزباتريك في مهرجان واي باك وين (منذ وقت طويل) 2017.

تتألف فرقة هيرس من ستيفين بيتزباتريك المغني الاساسي وعازف الجيتار، وأودون لادينج المسؤول عن العزف على القيتار الجهير وإضافة بعض الاصوات الخلفية. التقى فيتزباتريك - القادم من مدينة باررو في فرينس كمبريا بإنجلترا- والعضو أودون – القادم من فليكوري كريستيانساند بالنرويج- في معهد ليفربول للفنون الادائية حيث تخرج كلاهما منها عام 2016 بشهادة في الموسيقى بعد دراسة لمدة ثلاث سنوات. كما وقد سبق ان عزفا الثنائي في قسم الإيقاع في فرقة براد ستانك المدعوة بـ«دوقز».  بدايةً اسس الثنائي الفرقة لغاية لا تتعدا المرح فقد كانا  يتجولان حول ليفربول لتصوير المقاطع الموسيقية الساخرة ومن ثم نشرها على موقع يوتيوب.
في الاصل كان فيتزباتريك عازف طبل ولكن الفرقة استخدمت آلة لعزف الطبل والتي ساهم كلاهما –فيتزباتريك ولادينغ- في برمجتها.

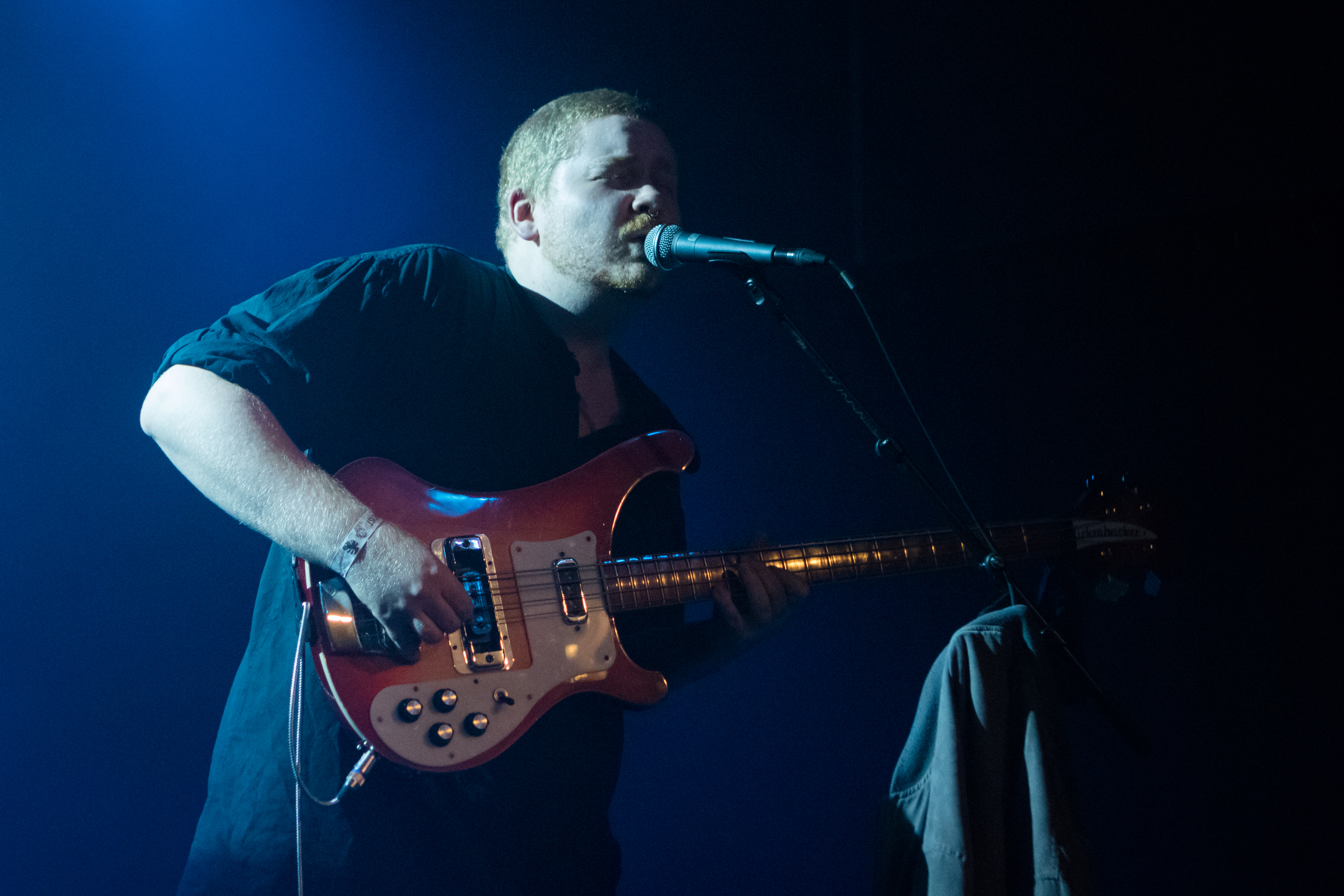
أدون لادينج في مهرجان واي باك وين(منذ وقت طويل) 2017.

## الوفاة
في 27 من مارس عام 2019, قرابة الساعة الواحدة صباحًا لقي كلًا من فيتزباتريك (24 عام), ولادينغ (25 عام), ومدير جولتهم تريفور انجلبريكتسون (27 عام من مدينة مينيابوليس) مصرعم إثر حادث مروري تبعه احتراق مركبتهم قرب مايل بوست 28 على الطريق السريع 10 وبالقرب من سينتيال بولاية أريزونا. وقعت الحادثة المؤسفة أثناء سفرهم من فينكس بولاية اريزونا والتي اقاموا بها حفلًا بتاريخ 26 مارس، حيث كانوا متجهين إلى ولاية كاليفورنيا تحديدا سانتا آنا والتي كان من المفترض ان يقيموا بها حفلا في الليلة التالية بصفتها إحدى المحطات التسعة عشر لجولتهم في أمريكا الشمالية والتي تبعد حوالي 350 ميلا- أي 560 كم-. أكدت إدارة السلامة العامة بأريزونا أن مدير جولتهم انجلبريكتسون هو من كان يقود سيارة الفرقة الخاصة بجولتهم والتي كانت فان من إنتاج شركة فورد حينما وقعت الحادثة. كما وأفادت أن قائد المركبة الأخرى في الاصطدام والتي كانت شاحنة رفع من إنتاج شركة نيسان قد لقي حتفه أيضًا. كما وذكرت إدارة السلامة العامة بأريزونا أنها وفي أثناء وقوع الحادث كانت تستجيب لتقارير تفييد بأن هناك شاحنة رفع من إنتاج نيسان تسيير بسرعة عالية في اتجاه مخالف لحركة السير في طريق مزدوج حيث كانت تسيير شرقا في المسار ذو الاتجاه الغربي.

## الأعمال الموسيقية
الألبومات
- أغاني هيرس 2017.
- انفتيشن تو هيرس (دعوة لهيرس) 2018.
الأغاني المنفردة
-«دروثي / ما كان ذات مره» 2016.
- «مارسيل» 2016.
- «سبيد رايسر/ عداء سريع» 2017.
- «أي ويل تراي / سوف احاول» 2017.
-«لوفينق يو / محبتك»(هي أغنية للمغنية ميني ريبرتون قاموا بإعادة غنائها/ كوفر) 2017.
- «لوف اون ذا لاين، كول ناو/ حب على الخط، اتصل الآن» 2018.
- «لوو بيم / شعاع خافت» 2018.
-«هارفي» 2018.
- «اندر رابز/ طي الكتمان» 2018.

## وصلات خارجية
- فرقة هيرس على موقع ميوزك برينز (الإنجليزية)
- فرقة هيرس على موقع ديسكوغز (الإنجليزية)